# Зачарне
Зачарне (пол. Zaczarnie) — село в Польщі, у гміні Ліся Ґура Тарновського повіту Малопольського воєводства.
Населення — 1901 особа (2011).
У 1975-1998 роках село належало до Тарновського воєводства.

## Демографія
Демографічна структура станом на 31 березня 2011 року:
|          | Загалом | Допрацездатний вік | Працездатний вік | Постпрацездатний вік |
| -------- | ------- | ------------------ | ---------------- | -------------------- |
| Чоловіки | 920     | 229                | 614              | 77                   |
| Жінки    | 981     | 241                | 577              | 163                  |
| Разом    | 1901    | 470                | 1191             | 240                  |